# 레이스 (2016년 영화)
《레이스》(Race)는 2016년 공개된 영화로, 스티븐 홉킨스이 감독을 맡았다. 1936년 하계 올림픽에서 4개의 메달을 획득한 아프리카계 미국인 육상 선수 제시 오언스의 일대기를 그린다.

## 출연
- 스테판 제임스 - 제시 오언스 역
- 제이슨 서데이키스 - 래리 스나이더 역
- 제러미 아이언스 - 에이버리 브런디지 역
- 윌리엄 허트 - 제레미아 마호니 역
- 캐리스 밴 하우튼 - 레니 역
- 아만다 크루 - 페기 역
- 지아코모 지아니오티 - 샘 역
- 팀 맥네니 - 찰스 셰릴 역
- 엘리 고레 - 데이브 알브레튼 역
- 조나단 아리스 - 알프레드 J. 릴 역
- 샤나이스 밴톤 - 루스 솔로몬 역
- 존 맥라렌 - 트렌트 역
- 제시 보스틱 - 켄 세이츠 역
- 팀 포스트 - 필 다이아몬드 역
- 바나비 매츠슈럿 - 요제프 괴벨스 역
- 래리 데이 - 프란시스 슈미트 역
- 데이빗 크로스 - 루츠 롱 역
- 조나단 히긴스 - 딘 크롬웰 역
- 앤드류 무디 - 헨리 오언스 역
- 브루노 브루니 주니어 - 한스 에르틀 역
- 알렉산더 야신 - U. S. 올림픽 팀 역
- 니나 로렌